# مجموعه یک
مجموعه یک یک آلبوم گردآوری‌شده از گروه راک و چهارنفری بیتلز است که توسط اپل رکورد در ۲۰ نوامبر ۱۹۹۵ پخش شد. تهیه کنند این آلبوم تلفیقی جرج مارتین و جیف لین (در آزاد چون یک پرنده) است.
این آلبوم همراه با مجموعه دو و مجموعه سه سه گانه‌ای را تشکیل می‌دهند.
مجموعه یک شامل کارهای منتشر نشده و اجراهای زنده گروه از سال ۱۹۵۸ تا سال ۱۹۶۴ می‌باشد که فعالیت‌های روزهای اولیه گروه با نام کواریمن را هم در بر می‌گیرد.